# Hedendom
Hedendom eller paganism  är benämningar på religiösa kulturer, vanligen polyteistiska, eller animistiska. Begreppet ställs i kontrast till en eller flera andra religioner, främst kristendom, judendom och islam: ibland har dessa undantagit varandra från begreppet, men det har också förekommit att exempelvis kristna kallat muslimer för hedningar. Begreppet har därför använts om ett brett omfång av andliga eller rituella utövanden eller övertygelser inom folktro och polyteistiska religioner.
Termen förekommer adjektiviskt i uttryck som "hednamission", "hedniska riter" och "hednatiden": det sista syftar på tiden före tiohundratalet i Norden. Hedendom som begrepp undviks inom religionsvetenskapen. Etnologer föredrar därför ofta att använda mer precisa benämningar såsom polyteism, schamanism eller animism.

## Etymologi
- Ordet "hedendom" är en avledning av ordet "heden" (som också förekommer i sammansättningar som "hedenhös" och "hedendöme") som har motsvarigheter i samtliga germanska språk; isländskans heiðinn, tyskans heide, engelskans heathen och så vidare. Dess rot, "hed", vilket alltså avser ett slags mark, förklaras av Svenska Akademiens ordbok med att "heden" först avsåg  skogsmarkernas ociviliserade inbyggare. Ordet "hedendom" finns belagt från fornsvenskan ("hedhindomber").[2][3]

- "Paganism" kommer från latinets paganus, 'lantlig'.

## Historisk utveckling
Hedendom har varit en benämning på folktro, där folk inbegrep främmande stammar och folk i motsats till den talande. Det här innebar i många fall ingen egentlig religiös motsats, eftersom de berörda främmande gudarna kunnat upptas i den inhemska kulten och i så fall betraktas som likvärda med den egna guden eller gudarna. Hedendom har fått en modern mening i nya religiösa riktningar som andra kallar paganism, paganistiska, ett ord lånat från engelskan, som förutom "heathen" även har denna term för just hedendom.

### Avvisande hållning
Endast i profetreligionerna (abrahamitiska) med deras förbud mot att dyrka andra gudar, det vill säga inom judendomen, kristendomen, islam och i viss mån även inom Zoroasters religion, blev beteckningen för de andra folken på samma gång uttryck för avvisande religiös hållning. I G.T. återgivet med gojim, "folk", "hednafolk" och i "Septuaginta" med grekiskans e'thne, varav adjektivet ethniko's, "hedning", "hednisk" (jfr Matt. 18:17). 
När kristendomen var utbredd inom romerska riket, betecknades den gamla religionens (eller de gamla religionernas) anhängare med orden för "lantbor" pagani, campani, på de germanska språken heiden, "hedbor", det vill säga "hedningar". Den historiskt givna betydelsen av hedendom innefattar sålunda alla andra religionsformer än den bibliska religionen. I tidig kristen historia skiljer man därför ibland på "judekristna" och "hednakristna", beroende vilken tro de hade innan de omvändes.
Ibland undantas numera även islam från beteckningen hedendom på grund av att man uppfattar en släktskap mellan denna religion och kristendomen.

### Motsatser
Motsatsen till hedendom kan då också uttryckas som principiell eller egentlig monoteism (till skillnad från blott faktisk engudadyrkan och från en sådan mer eller mindre spekulativ monism i uppfattningen av det gudomliga, som framgått ur en sammanslagning av polyteismens gudar eller som tänker sig en abstrakt enhet bakom dessa). Ur saklig synpunkt kan hedendomen också användas i en mer inskränkt bemärkelse om de överallt förefintliga etniska kultbruken och religionsföreställningarna i motsats till historisk eller stiftad religion, som räknar sitt ursprung eller sin reformation från en eller flera personligheter och skrifter, såsom Lao Tses troslära, konfucianism, hinduism, jainism, buddhism, zoroastrism, orficism, pytagorism, judendom, kristendom, manikeism, islam.

### Spetsfundigheter
Kristi Konungens katolska kyrka kallas i göteborgshumorn Hedendomen (eftersom den är belägen vid "Heden").